# Maurice Elcy
Maurice Elcy (* 1840 oder 1841; † 24. April 1862 in Genf) war der letzte im Kanton Genf nach einem zivilen Strafprozess zum Tode verurteilte und hingerichtete Mensch.
Im Oktober 1861 wurde im Genfer Park Bastion bourgeois Jean-Jacques Favre-Chantre, ein 43-jähriger Uhrenmonteur und Büroangestellter, erstochen. Aufgrund der Zeugenaussagen des 16-jährigen Jean Barrate und des 18-jährigen Charles Bovay wurde der etwa 20-jährige Maurice Elcy wegen dieses Mordes angeklagt. Elcy sagte aus, sich im Park gegen Anzüglichkeiten Favre-Chantres gewehrt zu haben. Der Fall erregte dadurch gesellschaftliche Aufmerksamkeit. Gemäss dem damaligen Genfer Strafgesetzbuch zog allein der Mord keine Todesstrafe nach sich. Für die Höchststrafe musste der Täter zusätzlich zu dem Mord eine weitere Straftat im selben Kontext begangen haben. Fanchette Rendu, eine stumme 59-jährige Bettlerin, sagte am 26. März 1862 vor Gericht in Gehörlosensprache aus, Elcy habe dem Ermordeten zusätzlich Uhren entwendet. Obwohl Elcy verneinte, sein Opfer zusätzlich beraubt zu haben, wurde er zum Tode verurteilt.
Elcy wurde am 24. April 1862 auf der Place Neuve in Genf öffentlich guillotiniert. Tausende Schaulustige standen dabei um das Schafott herum, um die Hinrichtung zu sehen. Polizisten zu Pferd waren anwesend, um Ausschreitungen zu verhindern. «Die Menge verhielt sich bemerkenswert ruhig», schrieb das Journal de Genève danach: «Ihr Verhalten war das, das es immer sein sollte in solchen Momenten der Gerechtigkeit, das heisst, das von Bürgern, die ohne Hass oder provozierendes Gehabe an der Sühne eines Verbrechens teilnehmen, das von einem ihrer Mitmenschen begangen wurde.»

«Ihr kleines Volk, in eurer einzigen Stadt Genf, habt ihr innerhalb von anderthalb Jahren zwei Guillotinen errichtet gesehen. Tatsächlich, nachdem ihr Vary getötet habt, warum nicht auch Elcy töten?»